# Evippa eltonica
Evippa eltonica är en spindelart som beskrevs av Peter Mikhailovitch Dunin 1994. Evippa eltonica ingår i släktet Evippa och familjen vargspindlar. Inga underarter finns listade i Catalogue of Life.